# Артіс Гілмор
Артіс Гілмор (англ. Artis Gilmore, нар. 21 вересня 1949, Чіплі, Флорида, США) — американський професіональний баскетболіст, що грав на позиції центрового за низку команд АБА та НБА.
2011 року введений до Баскетбольної Зали слави (як гравець).

## Ігрова кар'єра

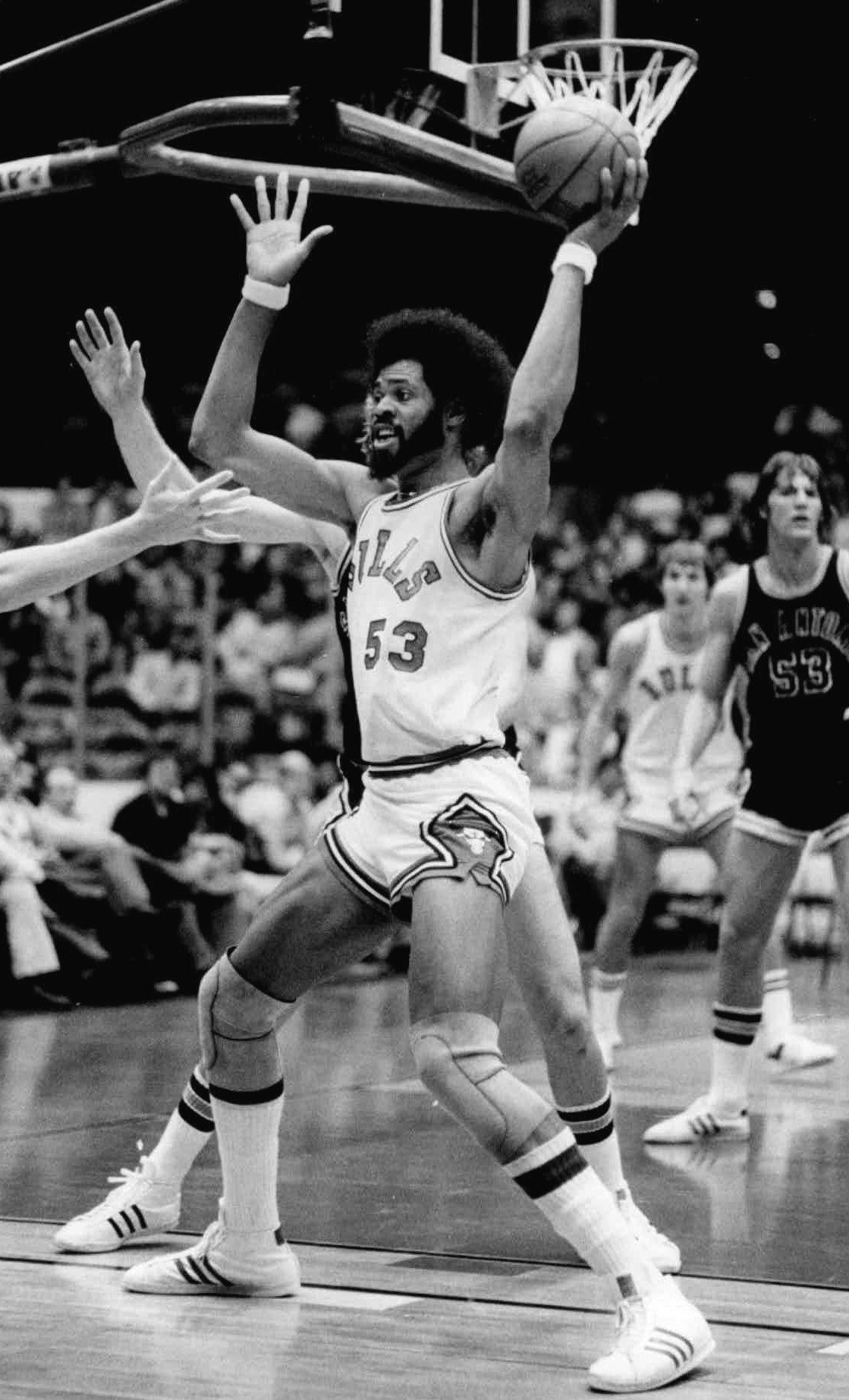
Гілмор у грі за «Чикаго», 1977

На університетському рівні грав за команду Джексонвіль (1969–1971). Допоміг команді дійти до фіналу турніру NCAA, де Джексонвіль поступився команді УКЛА, на чолі з тренером Джоном Вуденом. 1971 року також був включений до першої збірної NCAA. Завершив студентську кар'єру, ставши одним з п'ятих гравців, які в середньому набирали мінімум 20 очок та 20 підбирань. Його 22,7 підбирання за матч до сих пір є рекордом NCAA.
1971 року був обраний під загальним 7-м номером драфту АБА командою «Кентакі Колонес», а також у 7-му раунді драфту НБА під загальним 117-м номером командою «Чикаго Буллз».
Професійну кар'єру розпочав 1971 року виступами у складі команди «Кентуккі Колонелс» з АБА, за яку грав протягом 5 сезонів. Він демонстрував настільки домінуючу гру з першого сезону, що був визнаний одночасно Найкращим новачком року та Найціннішим гравцем АБА року. З його приходом команда здобула 68 перемог при 16 поразках, маючи 44 перемоги в сезоні перед тим.
За 5 років кар'єри в АБА, Гілмор 5 разів був лідером ліги за кількістю підбирань за гру, двічі за вісотком влучань та двічі за кількістю блок-шотів. Кожен сезон включався у Першу збірну зірок АБА, а 1974 року став найціннішим гравцем Матчу всіх зірок АБА. 1975 року разом з Деном Ісселом привів команду до титулу чемпіона ліги. 
1976 року АБА припинила своє існування. Чотири команди ліги перейшли до НБА («Денвер Наггетс», «Індіана Пейсерз», «Нью-Йорк Нетс» та «Сан-Антоніо Сперс»), а деякі, включаючи «Кентакі», зникли. Для гравців, які були в складі клубів, які не приєдналися до НБА, було організовано спеціальний Драфт, на якому Гілмор був обраний «Чикаго Буллз». Кар'єру в НБА розпочав того ж року, захищав кольори команди з Чикаго протягом наступних 6 сезонів.
З 1982 по 1987 рік грав у складі «Сан-Антоніо Сперс». Там став лідером команди разом з Джорджем Гервіном.
1987 року на короткий час повернувся до складу «Чикаго Буллз».
Наступною командою в кар'єрі гравця була «Бостон Селтікс», за яку він відіграв лише частину сезону 1988 року.
Останньою ж командою в кар'єрі гравця стала «Арімо» з Італії, до складу якої він приєднався 1988 року і за яку відіграв один сезон.

## Статистика виступів в АБА/НБА
| † | Позначає сезон, в якому Артіс Гілмор ставав чемпіоном АБА |

| * | Лідер ліги |

### Регулярний сезон
| Сезон             | Команда             | GP   | GS  | MPG   | FG%   | 3P%   | FT%  | RPG   | APG | SPG | BPG | PPG  |
| ----------------- | ------------------- | ---- | --- | ----- | ----- | ----- | ---- | ----- | --- | --- | --- | ---- |
| 1971–72           | «Кентуккі Колонелс» | 84*  | –   | 43.6  | .598* | –     | .646 | 17.8* | 2.7 | –   | 5.0 | 23.8 |
| 1972–73           | «Кентуккі Колонелс» | 84*  | –   | 41.7  | .559* | .500  | .643 | 17.6* | 3.5 | –   | 3.1 | 20.8 |
| 1973–74           | «Кентуккі Колонелс» | 84   | –   | 41.7* | .493  | .000  | .667 | 18.3* | 3.9 | 0.7 | 3.4 | 18.7 |
| 1974–75 †         | «Кентуккі Колонелс» | 84   | –   | 41.6* | .580  | .500  | .696 | 16.2  | 2.5 | 0.8 | 3.1 | 23.6 |
| 1975–76           | «Кентуккі Колонелс» | 84   | –   | 39.1  | .552  | –     | .682 | 15.5* | 2.5 | 0.7 | 2.4 | 24.6 |
| 1976–77           | «Чикаго Буллз»      | 82   | –   | 35.1  | .522  | –     | .660 | 13.0  | 2.4 | 0.5 | 2.5 | 18.6 |
| 1977–78           | «Чикаго Буллз»      | 82   | –   | 37.4  | .559  | –     | .704 | 13.1  | 3.2 | 0.5 | 2.2 | 22.9 |
| 1978–79           | «Чикаго Буллз»      | 82*  | –   | 39.8  | .575  | –     | .739 | 12.7  | 3.3 | 0.6 | 1.9 | 23.7 |
| 1979–80           | «Чикаго Буллз»      | 48   | –   | 32.7  | .595  | –     | .712 | 9.0   | 2.8 | 0.6 | 1.2 | 17.8 |
| 1980–81           | «Чикаго Буллз»      | 82   | –   | 34.5  | .670* | –     | .705 | 10.1  | 2.1 | 0.6 | 2.4 | 17.9 |
| 1981–82           | «Чикаго Буллз»      | 82   | 82  | 34.1  | .652* | 1.000 | .768 | 10.2  | 1.7 | 0.6 | 2.7 | 18.5 |
| 1982–83           | «Сан-Антоніо Сперс» | 82   | 82  | 34.1  | .626* | .000  | .740 | 12.0  | 1.5 | 0.5 | 2.3 | 18.0 |
| 1983–84           | «Сан-Антоніо Сперс» | 64   | 59  | 31.8  | .631* | .000  | .718 | 10.3  | 1.1 | 0.6 | 2.1 | 15.3 |
| 1984–85           | «Сан-Антоніо Сперс» | 81   | 81  | 34.0  | .623  | .000  | .749 | 10.4  | 1.6 | 0.5 | 2.1 | 19.1 |
| 1985–86           | «Сан-Антоніо Сперс» | 71   | 71  | 33.7  | .618  | .000  | .701 | 8.5   | 1.4 | 0.5 | 1.5 | 16.7 |
| 1986–87           | «Сан-Антоніо Сперс» | 82*  | 74  | 29.3  | .597  | –     | .680 | 7.1   | 1.8 | 0.5 | 1.2 | 11.4 |
| 1987–88           | «Чикаго Буллз»      | 24   | 23  | 15.5  | .513  | –     | .514 | 2.6   | 0.4 | 0.2 | 0.5 | 4.2  |
| 1987–88           | «Бостон Селтікс»    | 47   | 4   | 11.1  | .574  | –     | .527 | 3.1   | 0.3 | 0.2 | 0.4 | 3.5  |
| Усього за кар'єру | Усього за кар'єру   | 1329 | 476 | 35.5  | .582  | .150  | .698 | 12.3  | 2.3 | 0.6 | 2.4 | 18.8 |

### Плей-оф
| Сезон             | Команда             | GP  | GS | MPG  | FG%   | 3P%  | FT%  | RPG   | APG | SPG | BPG  | PPG  |
| ----------------- | ------------------- | --- | -- | ---- | ----- | ---- | ---- | ----- | --- | --- | ---- | ---- |
| 1972              | «Кентуккі Колонелс» | 6   | –  | 47.5 | .571  | .000 | .711 | 17.7  | 4.2 | –   | –    | 21.8 |
| 1973              | «Кентуккі Колонелс» | 19* | –  | 41.1 | .544  | –    | .626 | 13.7  | 3.9 | –   | –    | 19.0 |
| 1974              | «Кентуккі Колонелс» | 8   | –  | 43.0 | .559  | –    | .576 | 18.6* | 3.5 | 0.9 | 3.8* | 22.5 |
| 1975†             | «Кентуккі Колонелс» | 15  | –  | 45.3 | .539  | –    | .772 | 17.6* | 2.5 | 1.0 | 2.1  | 24.1 |
| 1976              | «Кентуккі Колонелс» | 10  | –  | 39.0 | .608* | –    | .757 | 15.2* | 1.9 | 1.1 | 3.6* | 24.2 |
| 1977              | «Чикаго Буллз»      | 3   | –  | 42.0 | .475  | –    | .783 | 13.0  | 2.0 | 1.0 | 2.7  | 18.7 |
| 1981              | «Чикаго Буллз»      | 6   | –  | 41.2 | .583  | –    | .691 | 11.2  | 2.0 | 1.0 | 2.8* | 18.0 |
| 1983              | «Сан-Антоніо Сперс» | 11  | –  | 36.5 | .576  | –    | .696 | 12.9  | 1.6 | 0.8 | 3.1  | 16.7 |
| 1985              | «Сан-Антоніо Сперс» | 5   | 5  | 37.0 | .558  | –    | .689 | 10.0  | 1.4 | 0.4 | 1.4  | 17.8 |
| 1986              | «Сан-Антоніо Сперс» | 3   | 3  | 35.7 | .667  | .000 | .571 | 6.0   | 1.0 | 2.3 | 0.3  | 13.3 |
| 1988              | «Бостон Селтікс»    | 14  | 0  | 6.1  | .500  | –    | .500 | 1.4   | 0.1 | 0.0 | 0.3  | 1.1  |
| Усього за кар'єру | Усього за кар'єру   | 100 | 8  | 36.3 | .561  | .000 | .688 | 12.7  | 2.3 | 0.8 | 2.2  | 17.7 |